# 2-naftol
2-naftolul (denumit și β-naftol) este un compus organic cu formula chimică C10H7OH. Este un compus solid, incolor sau ușor galben-maroniu, izomer cu 1-naftolul (diferă prin poziția grupei hidroxil pe nucleul naftalinic). Ambii izomeri sunt solubili în alcooli, eteri și cloroform, fiind precursori  pentru alți compuși folositori. Naftolii sunt biomarkeri ai expunerii oamenilor și animalelor la hidrocarburi aromatice policiclice.

## Obținere
2-naftolul este obținut în urma unui procedeu în două etape, care începe cu un proces de sulfonare a naftalinei cu acid sulfuric:
{\displaystyle {\ce {C10H8 + H2SO4 -> C10H7SO3H + H2O}}}
Grupa funcțională acid sulfonic obținută este clivată cu hidroxid de sodiu topit:
{\displaystyle {\ce {C10H7(SO3H) + 3 NaOH -> C10H7ONa + Na2SO3 + 2 H2O}}}
2-naftolul se obține în urma neutralizării acestui produs (sarea sa sodică), în mediu acid.
2-naftolul mai poate fi obținut și pe o cale alternativă, analog cu obținerea fenolului din cumen.

## Proprietăți
Suferă reacții de diazotare și cuplare azoică formând diverși coloranți azoici. O mare varietate de coloranți, în special cei cu denumirea de Sudan, sunt derivați de 2-naftol:

Exemple de coloranți derivați de la 2-naftol
Sudan I
Sudan II
Sudan III
Sudan IV
Oil Red O
Naftol AS